# Ronde van Frankrijk 2006/Twaalfde etappe
De twaalfde etappe van de Ronde van Frankrijk 2006 werd verreden op 14 juli 2006 tussen Luchon en Carcassonne.

## Verloop
Op Quatorze Juillet bleef de verwachte Franse winnaar uit. Een kopgroep met onder andere Óscar Freire en Jaroslav Popovytsj bleef lang samen. De finale werd een tactisch steekspel, waarin niemand voor een ander wilde rijden. Uiteindelijk was het Popovitsj die op het juiste moment wegreed en zo de zege pakte.
Proloog ·
1e etappe ·
2e etappe ·
3e etappe ·
4e etappe ·
5e etappe ·
6e etappe ·
7e etappe ·
8e etappe ·
9e etappe ·
10e etappe ·
11e etappe ·
12e etappe ·
13e etappe ·
14e etappe ·
15e etappe ·
16e etappe ·
17e etappe ·
18e etappe ·
19e etappe ·
20e etappe
Startlijst · Eindstanden · Afbeeldingen